# Adanies Díaz
Adanies Amador Díaz Brito (Barrancas, 30 de marzo de 1952-Riohacha, 9 de febrero de 1983) fue un cantautor y compositor colombiano de vallenato. Es padre del también cantante vallenato Churo Díaz.

## Biografía
Creció en un entorno musical en el hogar de Luis Guillermo Díaz y Herminia Brito Bolívar. Desde temprana edad, demostró un talento excepcional que le brindó la oportunidad de tener una carrera musical exitosa. Estudió parte de la primaria en Barrancas, pero a los 15 años se fue a Riohacha y terminó el bachillerato. 
En 1974, Numa Bateman lo invitó a grabar una canción en homenaje a Santa Marta. Díaz fue el Guacharaquero, mientras Bateman tocaba el acordeón y cantaba a la vez. Más tarde en 1976, grabó un sencillo con el acordeonero Darío Díaz, debido a que fue ganador de la mejor voz en el festival Divi realizado en Riohacha. La producción solo tuvo dos canciones. 
En 1977, Díaz lanzó su primer álbum con el acordeonero Ismael Rudas. A partir de esta unión, el dúo formado por Adaníes Díaz e Ismael Rudas comenzó a destacarse en el mundo vallenato. Juntos, crearon éxitos como El borracho, Corazón, Al calor de tu mirada y A primera vista, entre otros. Más tarde en 1979, ambos artistas decidieron tomar caminos distintos. 
En ese mismo año, Díaz forma pareja musical con el acordeonero Héctor Zuleta. Ambos grabaron los LP, Sensacionales en 1980, Pico y Espuela en 1981 y Nuevamente Sensacionales en 1982. Marianita fue la canción que en seguida se apoderó de los oyentes, batiendo récord en las distintas emisoras del país, siendo de la autoría de Juan Segundo Lagos. El 8 de agosto de 1982, Héctor Zuleta fue asesinado en Valledupar al recibir tres disparos de una escopeta, por lo que Adanies entró en una depresión y decidió retirarse de la música por un tiempo.

## Accidente y muerte
El 9 de febrero de 1983, llegó de la calle para decirle a su esposa Claribel que tenían que viajar al pueblo para hacer unas diligencias. Se embarcaron en el carro con los hijos, rumbo a los lados del sur de La Guajira.
Después de la diligencia que necesitaba hacer, entraron en la finca en donde se encontraron con su madre. La señora también quiso acompañarlos en el carro.
En el camino de regreso, Adaníes Díaz manejaba con normalidad la Ranger azul, cuando en medio de la carretera estaba una pila de asfalto. Nadie sabe qué aconteció, si Adaníes Díaz distinguió esa pila o si  trató de esquivarla. La camioneta terminó dando varias vueltas en el aire. Adaníes Díaz, su madre y su hija fallecieron al instante. Quedaron heridos sus hijos Luis Guillermo y Adaníes de Jesús, así como su esposa Claribel Ortiz de Díaz. 

## Discografía
- 1976 - Ganador del festival Divi Divi
- 1977 - De Competencia
- 1978 - Violento
- 1979 - Como siempre
- 1980 - Sensacionales
- 1981 - Pico y Espuela
- 1982 - Nuevamente Sensacionales